# Peking (voilier)
Pour les articles homonymes, voir Peking.
Le Peking est l’un des Flying P-Liners, voiliers de la compagnie de transport maritime allemande F. Laeisz.

## Histoire
Ce quatre-mâts barque construit à Hambourg dans les chantiers Blohm & Voss, fut lancé en 1911. Ce fut d'abord un cargo cap-hornier servant au transport des nitrates et de céréales entre l'Europe et le Chili.
Basé à Valparaíso au déclenchement de la Première Guerre mondiale, le Peking a été attribué à l'Italie au titre de dommages de guerre. Il est revendu, en 1923, à ses premiers propriétaires et reprend son service de cargo jusqu'à l'ouverture du canal de Panama.
En 1932, il est revendu et prend le nom de Arethusa II.

En 1933, il devient un voilier école anglais, officiellement inauguré par SAR le Prince George.
Au cours de la Seconde Guerre mondiale, il sert dans la Royal Navy sous le nom de HMS Peking. 
Il prend enfin sa retraite en 1975 et est acquis par Jack Aron, pour le South Street Seaport Museum de New-York aux États-Unis.

## Restauration
Depuis le 2 août 2017, le Pékin était sur le quai du chantier naval Peters (de) à Wewelsfleth pour démonter le gréement, tirer les mâts et retirer le pont en bois. Le navire s'est ensuite déplacé vers la cale sèche couverte à l'aide d'un remorqueur pour effectuer des travaux sur la coque. Les travaux de restauration ont été largement effectués au Peters-Werft .

## Navire musée à Hambourg
Une fois les travaux de restauration du chantier naval Peters à Wewelsfleth terminés, le Peking a été transféré dans son port d'attache de Hambourg le 7 septembre 2020 et attribué à la Fondation maritime de Hambourg. Jusqu'à l'achèvement du musée du port allemand sur le Kleiner Grasbrook, il est visible sur le quai de Brême dans le port de Hambourg.